# Історія євреїв в Албанії

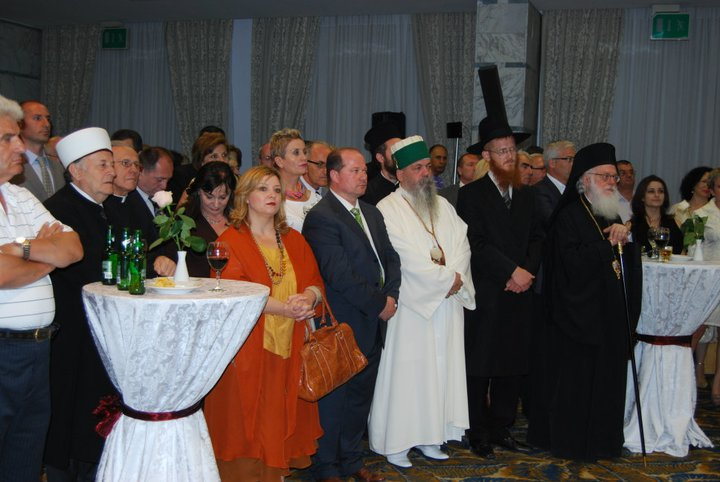
Представники різних релігій у Тирані на святкуванні 63-ї річниці заснування Держави Ізраїль

## Історія
Перші згадки про євреїв, що живуть в Албанії, відносяться до XII сторіччя нашої ери. До початку XIV століття у більшості головних міст Албанії (Берат, Ельбасан, Вльора, Дуррес) існували єврейські квартали, є дані про них і у Косові. Єврейські родини, що селилися в Албанії, в основному мали сефардське походження і були нащадками іспанських і португальських євреїв, висланих з Іберії у кінці XV століття. У 1520 у місті Вльора було 609 єврейських будинків. Під Вльорою розташовувалася єдина в Албанії синагога, зруйнована у ході Першої світової війни. У 1673 р. харизматичний єврейський пророк Саббатай Цеві був засланий султаном до албанського порту Ульцинь (нині — на території Чорногорії), де і помер кілька років потому.

## XX століття

### 1901—1939
Згідно албанського перепису 1930 року, в Албанії проживало лише 204 єврея. Офіційний статус єврейській громаді було надано 2 квітня 1937. У цей час громада складалася приблизно з 300 чоловік. Після приходу до влади Гітлера і аншлюсу Австрії безліч німецьких і австрійських євреїв знайшли притулок в Албанії. У 1938 албанське посольство у Берліні ще продовжувало видавати візи євреям, у той час, як жодна інша європейська країна не бажала приймати їх. Один з головних фахівців з Албанії, Норберт Йокль, запросив албанське громадянство, яке було надано йому негайно, що, однак, не врятувало його від концентраційних таборів.

## Друга світова війна
На початку війни в Албанії проживало приблизно 200 євреїв. Вона стала однією з небагатьох країн в Європі, чисельність євреїв у яких наприкінці війни була більше, ніж на початку. Однак, незважаючи на загальне збільшення чисельності євреїв в Албанії, невелика громада міста Вльора була змушена покинути країну.

## Роки комуністичного правління
Під час правління комуністичного диктатора Енвера Ходжі єврейська громада Албанії була ізольована від решти єврейського світу, хоча це і не було проявом антисемітизму. Для підтримки національної єдності і будівництва соціалізму Ходжа заборонив будь-які прояви тієї чи іншої релігії. Тут доля єврейської громади була нерозривно пов'язана з долею всього албанського народу. Єврейське населення Албанії налічувало 200—300 чоловік. Після падіння комуністичного режиму у 1991 році майже всі албанські євреї переселилися до Ізраїлю і влаштувалися переважно у Тель-Авіві.

## Сучасний стан
Сьогодні в Албанії проживають близько 100 євреїв (переважно у Тирані). Там, де колись була вельми активна громада, зараз є лише її залишки. Товариство дружби «Албанія — Ізраїль» вельми активно у Тирані, але йому виділяється мінімальна допомога. Під Вльорою залишається одна синагога, але нині вона не діє.